# Beneteau
Beneteau ó Bénéteau es una empresa francesa de construcción de yates con sede en Saint-Gilles-Croix-de-Vie. Fue fundada en 1884 por Benjamin Bénéteau.
En 1986 abrió su primera factoría fuera de Francia, en Marion (Carolina del Sur), Estados Unidos, y en 1995 compró Jeanneau. 

## Barcos

### Monotipos
Es el fabricante de los siguientes monotipos reconocidos por la Federación Internacional de Vela: 
| Monotipo               | Diseñador                          | Año  |
| ---------------------- | ---------------------------------- | ---- |
| Mumm 36                | Bruce Farr                         | 1992 |
| Beneteau 25 / Platu 25 | Bruce Farr                         | 1996 |
| First Class 7          | Jean-Marie Finot - Jacques Fauroux | 1984 |
| First Class 7.5        | Jean-Marie Finot                   | 2003 |
| First Class 8          | Jean-Marie Finot - Jacques Fauroux | 1982 |
| First Class 10         | Jean-Marie Finot - Jacques Fauroux | 1983 |
| First Class 12         | Jean-Marie Finot                   | 1986 |
| First Class Europe     | Jean-Marie Finot                   | 1989 |
| First Class Challenge  | Jean-Marie Finot - Jean Berret     | 1992 |
| Beneteau Figaro        | Jean-Marie Finot - Jean Berret     | 1994 |
| Beneteau Figaro 2      | Marc Lombard                       | 2002 |
| Beneteau Figaro 3      | Van Peteghem – Lauriot Prévost     | 2017 |

### Cruceros de regata
En 1970, con el modelo First 30, comenzó a fabricar cruceros de regatas pero habitables y cómodos.
| Generación 1     |                               |      |
| First 18         | Groupe Finot                  | 1979 |
| First 22         | Groupe Finot                  | 1978 |
| First 24         | Jean-Marie FINOT              | 1983 |
| First 25         | Jean-Marie FINOT              | 1980 |
| First 26         | Jean-Marie FINOT              | 1984 |
| First 27         | André MAURIC                  | 1978 |
| First 28         | Jean-Marie FINOT              | 1981 |
| First 29         | Groupe Finot                  | 1984 |
| First 30 & 30E   | André MAURIC                  | 1977 |
| First 32         | Jean BERRET                   | 1981 |
| First 38         | Jean BERRET                   | 1982 |
| First 42         | German Frers                  | 1981 |
| Generación 2     |                               |      |
| First 235        | Jean-Marie FINOT              | 1986 |
| First 265        | Jean-Marie FINOT              | 1991 |
| First 305        | Jean BERRET                   | 1985 |
| First 310        | Groupe Finot                  | 1990 |
| First 325        | Jean BERRET                   | 1984 |
| First 345        | Jean BERRET                   | 1984 |
| First 375        | Jean BERRET                   | 1985 |
| First 405        | Jean BERRET                   | 1986 |
| First 435        | Germán Frers                  | 1985 |
| First 456        | Germán Frers                  | 1983 |
| First 51         | Germán Frers                  | 1987 |
| Generación 3     |                               |      |
| First 32S5       | Jean BERRET                   | 1988 |
| First 35S5       | Jean BERRET                   | 1988 |
| First 35.7       | Jean BERRET                   | 1992 |
| First 36S7       | Jean BERRET                   | 1995 |
| First 38S5       | Jean BERRET                   | 1989 |
| First 41S5       | Jean BERRET                   | 1989 |
| First 42S7       | Bruce Farr                    | 1994 |
| First 45F5       | Bruce Farr                    | 1990 |
| First 53F5       | Bruce Farr                    | 1990 |
| Generación 4     |                               |      |
| First 210 Spirit | Jean-Marie FINOT              | 1992 |
| First 211        | Groupe Finot                  | 1998 |
| First 260 Spirit | Groupe Finot                  | 1995 |
| First 300 Spirit | Groupe Finot                  | 1994 |
| First 31.7       | Finot Conq et Associés        | 1998 |
| First 33.7       | Berret Racoupeau Yacht Design | 1996 |
| First 36.7       | Bruce Farr                    | 2001 |
| First 40.7       | Bruce Farr                    | 1997 |
| First 44.7       | Bruce Farr                    | 2003 |
| First 47.7       | Bruce Farr                    | 1999 |
| Generación 5     |                               |      |
| First 21.7       | Groupe Finot                  | 2004 |
| First 21.7S      | Finot Conq et Associés        | 2007 |
| First 25.7       | Jean-Marie FINOT              | 2004 |
| First 27.7s      | Groupe Finot                  | 2002 |
| First 34.7 (10R) | Bruce Farr                    | 2005 |
| Generación 6     |                               |      |
| First 20         | Finot-Conq Architects         |      |
| First 25         | Finot-Conq Architects         |      |
| First 30         | Juan Yacht Design             | 2010 |
| First 35         | Farr Yacht Design             | 2008 |
| First 40         | Bruce Farr                    | 2007 |
| First 45         | P. Briand Yacht Design        | 2007 |
| First 50         | P. Briand Yacht Design        | 2006 |
| Generación 7     |                               |      |
| First 53         | Biscontini Yacht Design       | 2019 |

### Serie Oceanis
| Generación 1        |                                 |      |
| Oceanis 320         | Philippe BRIAND                 | 1987 |
| Oceanis 350         | Philippe BRIAND                 | 1985 |
| Oceanis 370         | Philippe BRIAND                 | 1989 |
| Oceanis 390         |                                 | 1987 |
| Oceanis 430         | Philippe BRIAND                 | 1985 |
| Oceanis 500         | Philippe BRIAND                 | 1987 |
| Generación 2        |                                 |      |
| Oceanis 281         | Jean-Marie FINOT                | 1994 |
| Oceanis 300         | Jean-Marie FINOT                | 1991 |
| Oceanis 321         | Jean-Marie FINOT                | 1994 |
| Oceanis 351 / 352   | Jean BERRET ; Olivier RACOUPEAU | 1993 |
| Oceanis 400         | Jean-Marie FINOT                | 1992 |
| Oceanis 440         | Bruce Farr                      | 1991 |
| Oceanis 461         | Bruce Farr                      | 1995 |
| Oceanis 50          | Bruce Farr                      | 1995 |
| Oceanis 510         | Philippe BRIAND                 | 1992 |
| Generación 3        |                                 |      |
| Oceanis 36CC        | Jean BERRET ; Olivier RACOUPEAU | 1996 |
| Oceanis 40CC        | Jean-Marie FINOT                | 1994 |
| Oceanis 42CC        | Jean-Marie FINOT                | 2001 |
| Oceanis 44CC        | Bruce Farr                      | 1994 |
| Oceanis 57          | Bruce Farr                      | 2002 |
| Generación 4        |                                 |      |
| Oceanis Clipper 311 |                                 |      |
| Oceanis Clipper 323 |                                 |      |
| Oceanis Clipper 331 |                                 |      |
| Oceanis Clipper 343 |                                 |      |
| Oceanis Clipper 361 |                                 |      |
| Oceanis Clipper 373 |                                 |      |
| Oceanis Clipper 381 |                                 |      |
| Oceanis Clipper 393 |                                 |      |
| Oceanis Clipper 411 |                                 |      |
| Oceanis Clipper 423 |                                 |      |
| Oceanis Clipper 473 |                                 |      |
| Oceanis Clipper 523 | Jean-Marie FINOT                | 2004 |
| Generación 5        |                                 |      |
| Oceanis 34          | Jean-Marie FINOT                | 2008 |
| Oceanis 37          | Jean-Marie FINOT ; Pascal CONQ  | 2007 |
| Oceanis 40          | Jean BERRET ; Olivier RACOUPEAU | 2006 |
| Oceanis 41          | Finot - Conq & Associés         | 2011 |
| Oceanis 43          | Jean BERRET ; Olivier RACOUPEAU | 2006 |
| Oceanis 46          | Jean BERRET ; Olivier RACOUPEAU | 2006 |
| Oceanis 50          | Jean BERRET ; Olivier RACOUPEAU | 2005 |
| Oceanis 50 mk2      | Jean BERRET ; Olivier RACOUPEAU | 2009 |
| Oceanis 54          | Jean BERRET ; Olivier RACOUPEAU | 2008 |
| Oceanis 58          | Jean BERRET ; Olivier RACOUPEAU | 2009 |
| Generación 6        |                                 |      |
| Oceanis 31          | Finot - Conq                    |      |
| Oceanis 35          | Finot - Conq                    |      |
| Oceanis 38          | Finot - Conq                    |      |
| Oceanis 45          | Finot - Conq                    |      |
| Oceanis 48          | Berret Racoupeau Yacht Design   |      |
| Oceanis 55          | Berret Racoupeau Yacht Design   |      |
| Oceanis 60          | Berret Racoupeau Yacht Design   |      |
| Generación 7        |                                 |      |
| Oceanis 30.1        | Finot - Conq                    |      |
| Oceanis 35.1        | Finot - Conq                    |      |
| Oceanis 38.1        | Finot - Conq                    |      |
| Oceanis 41.1        | Finot - Conq                    |      |
| Oceanis 46.1        | Finot - Conq                    |      |
| Oceanis 51.1        | Berret Racoupeau Yacht Design   |      |
| Oceanis 55.1        | Berret Racoupeau Yacht Design   |      |
| Oceanis Yacht 62    | Berret Racoupeau Yacht Design   |      |